# Walter Franck

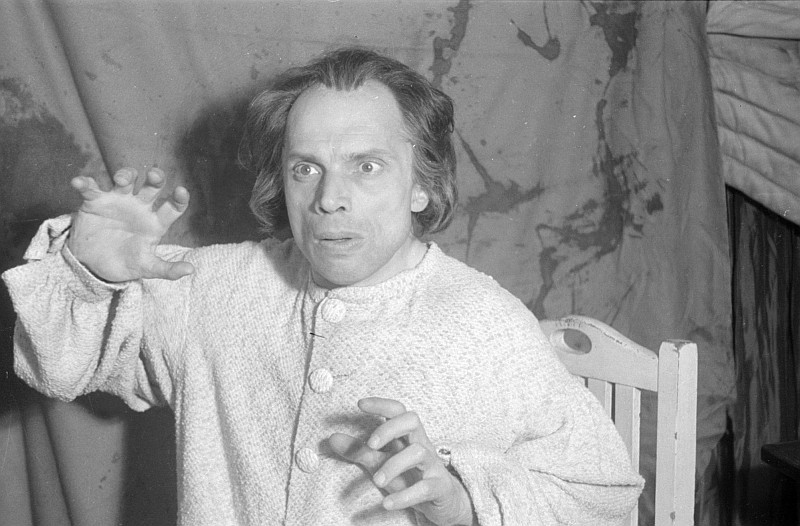
Walter Franck als Macbeth im Berliner Hebbel-Theater, Foto: Abraham Pisarek, 1945

Walter Franck (* 16. April 1896 in Hüttensteinach; † 10. August 1961 in Garmisch-Partenkirchen) war ein deutscher Bühnen- und Filmschauspieler.

## Leben

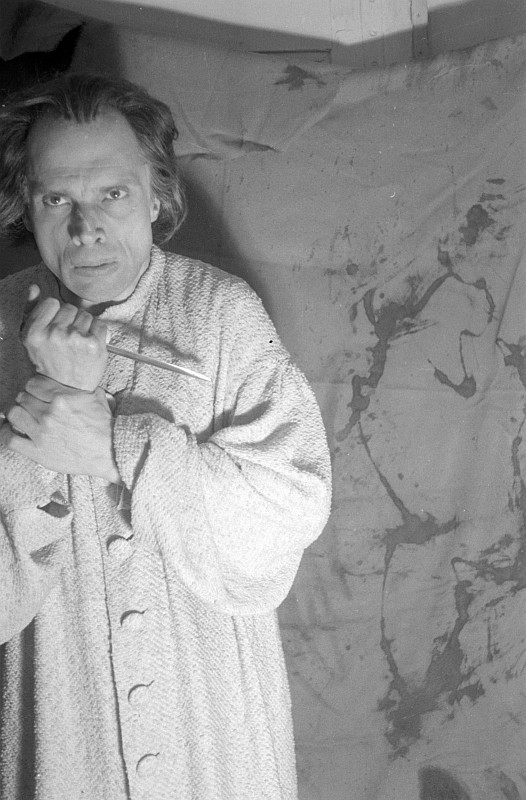
Walter Franck in Macbeth von Giuseppe Verdi am Hebbel-Theater Berlin, Foto: Ders., 1945

1916 machte er sein Abitur am Wilhelmsgymnasium München.
Er studierte auf Wunsch seines Vaters Philosophie, nahm aber heimlich von 1914 bis 1916 bei Albert Steinrück Schauspielunterricht. An einer Münchner Studentenbühne gab er 1916 sein Debüt in einer Inszenierung Steinrücks. Sein erstes Engagement erhielt er 1916/17 am Hoftheater München. Seine nächsten Stationen waren Nürnberg (1917/18), Frankfurt am Main (1918/19) und das Lobe-Theater in Breslau (1919–1921).
Leopold Jeßner holte ihn 1923 an das Staatstheater Berlin. Von 1924 bis 1927 war er am Deutschen Theater engagiert, wo er 1924 als George Garga in Brechts Im Dickicht der Städte und als Grand in der Uraufführung von Bronnens Anarchie in Sillian auffiel. Herbert Ihering schrieb am 7. April 1924 im Berliner Börsen-Courier: „Die Aufführung stand unter dem Bann der phänomenalen Leistung von Walter Franck als Grand.“
Er kehrte dann wieder an das Staatstheater zurück, wo er bis 1944 viele tragende Rollen übernahm. 1937 wurde er zum Staatsschauspieler ernannt. Man sah ihn in der Titelrolle von Hauptmanns Florian Geyer (1927) und der des Woyzeck (1927), Milliardärssohn in Kaisers Gas I (1928, Schillertheater), Brackenburg in Egmont (1928), Kreon in König Ödipus (1929), Scott in Goerings Die Südpolexpedition des Kapitän Scott (1930), Brutus in Julius Cäsar (1930), Octavio in Wallenstein (1931), Karl in Die Räuber (1932), als Faust in Faust II (1933), Friedeborn in Das Käthchen von Heilbronn (1937), Eduard IV. in Richard III. (1938), Cassius in Julius Cäsar (1941) und Erzherzog Matthias in Grillparzers Ein Bruderzwist im Hause Habsburg (1942).
1926 wirkte er in seinem einzigen Stummfilm Die Abenteuer eines Zehnmarkscheines mit, 1927 wurde er Lehrer für Rollenstudium an der Staatlichen Schauspielschule in Berlin. Bereits 38-jährig wandte er sich 1934 erneut dem Film zu, wo er meist kleinere Charakterrollen übernahm. In dem Historienfilm Bismarck war er 1940 als der französische Kaiser Napoleon III. zu sehen. Franck stand 1944 in der Gottbegnadeten-Liste des Reichsministeriums für Volksaufklärung und Propaganda.
Nach Kriegsende war er für kurze Zeit Bürgermeister in Berlin-Schmargendorf. Er agierte er am Hebbel-Theater und am Renaissance-Theater in Berlin. Er spielte unter anderem Jean in Strindbergs Fräulein Julie (1946). Gastspiele führten ihn nach Hamburg, München und zu den Ruhrfestspielen in Recklinghausen. Von 1952 an war er am Schillertheater und am Schlossparktheater tätig. Er spielte unter anderem Philipp in Bruckners Elisabeth von England (1953), Cäsar in Shaws Cäsar und Cleopatra (1955), Philipp in Don Carlos (1955) und Krapp in Samuel Becketts Das letzte Band (1959).
1953 erhielt Franck das Bundesverdienstkreuz (Steckkreuz) und 1956 das Große Verdienstkreuz, 1955 den Berliner Kunstpreis und 1961 den Deutschen Kritikerpreis. Er war Mitglied der Berliner Akademie der Künste. Nach seinem Tod, der ihn auf einer Urlaubsreise in Garmisch-Partenkirchen ereilte, schrieb Friedrich Luft in Theater heute, Heft 9 über ihn: „Walter Franck schien geschaffen, alle Übeltäter, alle Brunnenvergifter, alle Schubjaks und Teufel der großen Weltliteratur zu spielen. Und er spielte sie ziemlich alle – und er spielte sie grandios.“
Beigesetzt ist Walter Franck auf dem Friedhof Garmisch in Garmisch-Partenkirchen.

## Filmografie
- 1926: Die Abenteuer eines Zehnmarkscheines
- 1934: Der Herr der Welt
- 1934: Die Insel
- 1935: Der stählerne Strahl
- 1936: Eskapade
- 1936: Der Kaiser von Kalifornien
- 1936: Stärker als Paragraphen
- 1937: Togger
- 1937/53: Starke Herzen
- 1938: Der Berg ruft
- 1938: Der Fall Deruga
- 1938: Großalarm
- 1938: Kautschuk
- 1939: Alarm auf Station III
- 1939: Der Gouverneur
- 1940: Bismarck
- 1940: Friedrich Schiller – Triumph eines Genies
- 1940: Die Rothschilds
- 1940: Zwischen Hamburg und Haiti
- 1940: Das Fräulein von Barnhelm
- 1940/42: Der große König
- 1943: Liebesgeschichten
- 1945: Der Fall Molander
- 1945: Die Jahre vergehen
- 1948: Blockierte Signale
- 1949: Der Bagnosträfling
- 1950: Der Fall Rabanser
- 1950: Die Lüge
- 1950: 0 Uhr 15 Zimmer 9
- 1951: Die tödlichen Träume
- 1951: K – Das Haus des Schweigens
- 1952: Wenn abends die Heide träumt

## Theater
- 1925: Carl Zuckmayer: Pankraz erwacht (Pankraz) – Regie: Heinz Hilpert (Junge Bühne im Deutschen Theater Berlin)
- 1925: Arnolt Bronnen: Die Exesse (Lois) – Regie: Heinz Hilpert (Junge Bühne im Lessingtheater Berlin)
- 1928: William Shakespeare: Ende gut, alles gut – Regie: Wolfgang Hoffmann-Harnisch (Schiller Theater Berlin)
- 1928: Lion Feuchtwanger: Kalkutta, 4. Mai – Regie: Erich Engel (Staatliches Schauspielhaus Berlin)
- 1928: Georg Kaiser: Gas (Miliardärssohn) – Regie: Leopold Jessner (Schiller Theater Berlin)
- 1928: Johann Wolfgang von Goethe: Egmont (Brackenburg) – Regie: Leopold Jessner (Staatliches Schauspielhaus Berlin)
- 1930: David Kalisch: 100.000 Taler – Regie: Jürgen Fehling (Schiller Theater Berlin)
- 1933: Richard Billinger: Rosse (Roßknecht Franz Zinnhobel) – Regie: Leopold Jessner (StaatlichesSchauspielhaus Berlin)
- 1933: Paul Ernst: Der heilige Crispin – Regie: Jürgen Fehling (Staatliches Schauspielhaus Berlin)
- 1934: Sigmund Graff: Die Heimkehr des Matthias Bruck (Sepp) – Regie: Lothar Müthel (Staatliches Schauspielhaus Berlin)
- 1937: William Shakespeare: Hamlet – Regie: Lothar Müthel (Staatliches Schauspielhaus Berlin)
- 1939: Hans Rehberg: Die Königin Isabella – Regie: Gustaf Gründgens (Staatliches Schauspielhaus Berlin)
- 1939: Paul Armont, Léopold Marchand: Der Bridgekönig – Regie: Wolfgang Liebeneiner (Staatstheater Berlin – Kleines Haus, Nürnberger Straße)
- 1945: William Shakespeare: Macbeth (Macbeth) – Regie: Karlheinz Martin (Hebbel-Theater Berlin)
- 1945: Ernst Schröder: Kreuzberger Krippenspiel 1945 (Herodes) – Regie: Ernst Schröder (Hebbel-Theater Berlin)
- 1946: Friedrich Wolf: Professor Mamlock (Professor Mamlock) – Regie: Fritz Wisten (Hebbel-Theater Berlin)
- 1946: Hans José Rehfisch: Quell der Verheißung (Dr. Falk) – Regie: Peter Elsholz (Hebbel-Theater Berlin)
- 1946: August Strindberg: Fräulein Julie (Kammerdiener) – Regie: Ernst Schröder ( Renaissance-Theater Berlin)
- 1947: Günther Weisenborn: Babel (Gambos) – Regie: Franz Reichert (Deutsches Theater Berlin)
- 1947: Daphne du Maurier: Rebekka (Maxim de Winter) – Regie: Ernst Stahl-Nachbaur (Renaissance-Theater Berlin)
- 1947: Lillian Hellman: Auf der anderen Seite (Antifaschist) – Regie: Karlheinz Martin (Hebbel-Theater Berlin)
- 1948: Friedrich Hebbel: Judith – Regie: Karlheinz Martin (Hebbel-Theater Berlin)
- 1948: Henrik Ibsen: Baumeister Solness (Solness) – Regie: Otto Kurth (Renaissance-Theater Berlin)
- 1949: William Shakespeare: Othello (Othello) – Regie: Karl-Heinz Stroux (Hebbel-Theater Berlin)
- 1951: Georg Büchner: Dantons Tod (Danton) – Regie: Karl-Heinz Stroux (Hebbel-Theater Berlin)
- 1952: Knut Hamsun: Vom Teufel geholt (Argentinier) – Regie: Lothar Müthel (Schiller Theater Berlin)
- 1953: Samuel Beckett: Warten auf Godot – Regie: Karl-Heinz Stroux (Schlosspark Theater Berlin)
- 1953: William Shakespeare: Julius Caesar (Julius Caesar) – Regie: Karl-Heinz Stroux (Schiller Theater Berlin)
- 1953: Heinz Coubier: Ein Kommandant meutert – Regie: Horst Balzer (Schlosspark Theater Berlin)
- 1954: Ferdinand Bruckner: Napoleon der Erste (Napoleon) – Regie: Willi Schmidt (Schlosspark Theater Berlin)
- 1954: Georg Kaiser: Die Bürger von Calais – Regie: Karl-Heinz Stroux (Schlosspark Theater Berlin)
- 1954: Thomas Wolfe: Herrenhaus Boleslaw Barlog (Schiller Theater Berlin)
- 1955: Friedrich Schiller: Don Carlos (Philipp II.) – Regie: Rudolf Sellner (Schiller Theater Berlin)
- 1956: George Bernard Shaw: Caesar und Cleopatra – Regie: Hans Lietzau (Schiller Theater Berlin)
- 1956: Ernst Barlach: Der arme Vetter (Siebenmark) – Regie: Hans Lietzau (Schiller Theater Berlin)
- 1956: William Shakespeare: Heinrich IV. (Heinrich IV.) – Regie: Josef Gielen (Schiller Theater Berlin)
- 1956: Frances Goodrich, Albert Hackett: Das Tagebuch der Anne Frank (Otto Frank) – Regie: Boleslaw Barlog (Schlosspark Theater Berlin)
- 1957: George Bernard Shaw: Major Barbara (Undershaft) – Regie: Hans Lietzau (Schlosspark Theater Berlin)
- 1957: Friedrich Schiller: Wallenstein – Regie: Hans Lietzau (Schiller Theater Berlin)
- 1958: George Bernard Shaw: Der Arzt am Scheideweg – Regie: Heinrich Koch (Schiller Theater Berlin)
- 1959: Samuel Beckett: Das letzte Band – Regie: Walter Henn (Schiller Theater Berlin – Werkstatt)
- 1959: Friedrich Schiller: Die Verschwörung des Fiesco zu Genua – Regie: Rudolf Sellner (Schiller Theater Berlin)
- 1960: Heinrich von Kleist: Prinz Friedrich von Homburg (Friedrich Wilhelm, Kurfürst von Brandenburg) – Regie: Boleslaw Barlog (Schiller Theater Berlin)
- 1961: August Strindberg: Totentanz – Regie: Walter Henn (Schlosspark Theater Berlin)
- 1961: Fjodor Dostojewski: Raskolnikow – Regie: Willi Schmidt (Schlosspark Theater Berlin)

## Hörspiele
- 1946: Gerhart Hauptmann: Agamemnons Tod (Agamemnon) – Regie: Hanns Korngiebel (Drahtfunk Berlin)
- 1946: Johann Wolfgang von Goethe: Torquato Tasso (Antonio) – Regie: Hannes Küpper (Berliner Rundfunk)
- 1947: George Bernard Shaw: Major Barbara (Undershaft) – Regie: Hannes Küpper (Berliner Rundfunk)
- 1947: Hans Sattler: Der Weg aus dem Dunkel – Regie: Alfred Braun (Berliner Rundfunk)
- 1948: George Bernard Shaw: Der Arzt am Scheideweg – Regie: Peter Bejach (Berliner Rundfunk)
- 1948: George Bernard Shaw: Der Kaiser von Amerika – Regie: Alfred Braun (Berliner Rundfunk)
- 1950: Heinz Günther Rath: Familie Hauser – Regie: Gottfried Herrmann (Deutschlandsender)